# 五つのソラ
五つのソラ（いつつのソラ、英語：five solae）は、プロテスタント宗教改革と改革神学者たちの神学を要約したラテン語の語句である。「ソラ」は「〜のみ」を意味するラテン語である。

## 聖書のみ
ソラ・スクリプトゥラ (Sola scriptura) は「聖書のみ」という意味である。ルターはシュマルカルデン信条において「神のことばが、教会の教えと信仰告白を確立する。それは天使であっても覆すことができない」と主張した。ルターは、教皇も教会会議も最終的な権威ではなく、教会におけるすべての権威の上に聖書の権威を置き、聖書の権威に服すべきであると主張したのである。そして、カルヴァンはルター以上に強調した。それに対して、カトリックでは聖書が神のことばであることを認めつつも、聖書が唯一の権威であることには同意しなかった。

## 信仰のみ
ソラ・フィデ (Sola fide）は「信仰のみ」という意味で、信仰義認とも呼ばれる。ルターは九月訳聖書とも呼ばれる『ドイツ語新約聖書』の「ローマ人への手紙」3章28節の訳語に「のみ」を付け加え、「信仰のみによる」と訳した。これが、ルターの宗教改革の中心的教理である信仰義認のテーマになった。

## 恵みのみ
ソラ・グラティア (Sola gratia) は「恵みのみ」という意味である。「恵みのみ」の原則は、カトリック教会によって、激しく攻撃された。なぜなら、それは倫理を破壊して無秩序と混乱を生む考えであるという理由であった。

## キリストのみ
ソルス・クリストゥス (Solus Christus) は「キリストのみ」という意味である。ルターは義認において、救いの確信は人の内側にあるのではなく、キリストのみにあると説いた。

## 神の栄光のみ
ソリ・デオ・グロリア (Soli Deo gloria) は「神の栄光のみ（神にのみ栄光を）」という意味である。